# Biophytum latifolium
Biophytum latifolium är en harsyreväxtart som beskrevs av Durán-esp. & Lorea-hern.. Biophytum latifolium ingår i släktet Biophytum och familjen harsyreväxter. Inga underarter finns listade i Catalogue of Life.